# 제이컵 사토리어스
제이컵 사토리어스(Jacob Sartorius, 2002년 10월 2일 ~ )는 미국의 인터넷 유명인, 가수이다. 다양한 음악을 립싱크한 것으로 이름을 알렸다. 2016년, 데뷔 싱글 "Sweatshirt"를 발매했다. 노래는 빌보드 핫 100에서 90위를, 캐나다 핫 100에서 81위를 기록했다.